# Marcivânia Flexa
Marcivânia do Socorro da Rocha Flexa, mais conhecida como Professora Marcivânia (Santana, 21 de junho de 1973) é uma professora de língua portuguesa, servidora pública estadual e política brasileira, atualmente deputada federal pelo estado do Amapá, filiada ao Partido Comunista do Brasil.
Chegou a tomar posse para a legislatura 2011-2015 em 1 de fevereiro de 2011 mas, de acordo com o portal oficial da Câmara dos Deputados, foi afastada em virtude de nova totalização dos votos pelo Tribunal Regional Eleitoral do Amapá, a partir de 12 de julho de 2011, passando à condição de suplente.
Em 1 de agosto de 2025, retomou o seu mandato na Câmara, após a cassação do deputado Augusto Pupio (MDB), depois que o STF considerou ilegal a eleição proporcional pelas chamadas "sobras eleitorais". Além dela, outros 6 deputados também ganharam vagas no Congresso devido à essa mudança de regra.

## Vida pessoal e carreira
Professora Marcivânia é filha de um comerciante de farinha bem sucedido, mas que depois faliu e teve que vender a própria casa para garantir a sobrevivência da família e pagar as dívidas. Apesar das dificuldades financeiras, ela conseguiu ingressar no curso de letras da Universidade Federal do Amapá, onde se formou no inicio da década de 1990. 
Em 2003 filiou-se ao PT, começando a participar do núcleo formado por educadores. Posteriormente, nas eleições municipais de 2008, este grupo a indicou para concorrer ao cargo de vereadora no município de Santana. Apesar de, no geral, ter sido a sétima mais votada, não conseguiu ficar entre os 10 eleitos devido ao quociente eleitoral. O partido conseguiu votos suficientes para eleger dois vereadores, e ela foi a terceira da legenda. Foi indicada, então, para a Secretaria de Assistência Social na gestão do prefeito Antônio Nogueira, também do PT. 
Em 2010 candidatou-se à Câmara dos Deputados, sendo a terceira mais votada do estado com 19 061 votos. Pelo quociente eleitoral a coligação teria direito a uma vaga, que seria de Janete Capiberibe, do Partido Socialista Brasileiro (PSB), a mais votada. Como ela teve a candidatura indeferida, a vaga migrou para Marcivânia, que chegou a tomar posse no cargo. No entanto, uma decisão posterior do Supremo Tribunal Federal reverteu a impugnação e Janete retomou a condição de eleita, passando Marcivânia para a suplência. Em 2012 candidatou-se à prefeitura de Santana, ficando em segundo lugar, apenas 1 200 votos atrás do primeiro colocado. Em 2014 novamente tentou uma vaga no Congresso Nacional, obtendo mais de 16 mil votos e assegurando a vaga.
Em março de 2016 anunciou a filiação ao PCdoB.